# Tirreno-Adriatico 1979
Tirreno-Adriatico 1979 est la 14e édition de la course cycliste par étapes italienne Tirreno-Adriatico. L’épreuve se déroule entre le 9 et le 14 mars 1979, sur un parcours final de 915,5 km.
Le vainqueur de la course est le Norvégien Knut Knudsen (Bianchi-Faema). 

## Classements des étapes
| Étape | Date    | Villes étapes                         | km    | Vainqueur d’étape        | Leader du classement général   |
| ----- | ------- | ------------------------------------- | ----- | ------------------------ | ------------------------------ |
| Pr.   | 9 mars  | Santa Severa - Santa Severa (clm)     | 8,0   | Francesco Moser (ITA)    | Francesco Moser (ITA)          |
| 1     | 10 mars | Santa Marinella - Fiuggi              | 197,5 | Wladimiro Panizza (ITA)  | Gianbattista Baronchelli (ITA) |
| 2     | 11 mars | Cassino - Paglieta                    | 200,0 | Vittorio Algeri (ITA)    | Gianbattista Baronchelli (ITA) |
| 3     | 12 mars | Paglieta - Montegiorgio               | 229,0 | Josef Fuchs (SUI)        | Giovanni Battaglin (ITA)       |
| 4     | 13 mars | Grottazzolina - Civitanova Marche     | 182,0 | Giuseppe Saronni (ITA)   | Giovanni Battaglin (ITA)       |
| 5a    | 14 mars | S.B del Tronto - S.B del Tronto       | 81,0  | Roger De Vlaeminck (BEL) | Giovanni Battaglin (ITA)       |
| 5b    | 14 mars | S.B del Tronto - S.B del Tronto (clm) | 18,0  | Knut Knudsen (NOR)       | Knut Knudsen (NOR)             |

## Classement général
|    | Cycliste                 | Pays     | Équipe                  | Temps            |
| -- | ------------------------ | -------- | ----------------------- | ---------------- |
| 1  | Knut Knudsen             | Norvège  | Bianchi-Faema           | 24 h 40 min 33 s |
| 2  | Giuseppe Saronni         | Italie   | Scic-Bottecchia         | + 01 s           |
| 3  | Giovanni Battaglin       | Italie   | Inoxpran                | + 25 s           |
| 4  | Franco Conti             | Italie   | San Giacomo             | + 34 s           |
| 5  | Francesco Moser          | Italie   | Sanson-Luxor TV         | + 36 s           |
| 6  | Roger De Vlaeminck       | Belgique | Gis Gelati              | + 1 min 10 s     |
| 7  | Michel Pollentier        | Belgique | Splendor-Euro Soap      | + 1 min 25 s     |
| 8  | Gianbattista Baronchelli | Italie   | Magniflex-Famcucine     | + 1 min 33 s     |
| 9  | Fons de Wolf             | Belgique | Boule d'Or-Lano-Colnago | + 1 min 48 s     |
| 10 | Wladimiro Panizza        | Italie   | Sanson-Luxor TV         | + 1 min 50 s     |